# Embolização da próstata
Embolização da próstata ou embolização das artérias da próstata (EAP) é um tipo de cirurgia onde se realiza a introdução de um cateter na virilha pela técnica do cateterismo. Este catéter tem aproximadamente 2 milímetros de diâmetro e é navegado desde a artéria femoral até as artérias que irrigam a próstata artéria prostática por meio de equipamento (angiógrafo) que emite raios x. Quando o cateter atinge as artérias prostáticas, microesferas de calibres variando entre 100 e 500 (milimicras) são injetadas na próstata com o objetivo de bloquear a irrigação da próstata. Sem o aporte arterial sanguíneo prostático, a próstata reduz de tamanho,  alivia a obstrução da uretra e promove a melhora do esvaziamento vesical e consequente melhora dos sintomas urinários inferior.

## História
O primeiro caso em que foi reconhecido que a Embolização das Artérias da Próstata poderia ter algum efeito terapêutico sobre a hiperplasia prostática benigna (HPB) foi publicado em 2000 por DeMeritt et al.s autores trataram um paciente com sangramento urinário decorrente da hiperplasia benigna e observaram que, além de controle do sangramento, houve melhora dos sintomas urinários com consequente redução do tamanho da próstata e do PSA (antígeno prostático específico).
O primeiro tratamento em humanos com o objetivo de tratar os sintomas obstrutivos urinários decorrentes da HPB usando a técnica da Embolização foi realizado por Carnevale FC et al. em junho de 2008 e publicado em 2010 na revista da Cardiovascular and Interventional Radiology. O trabalho foi realizado por grupo multidisciplinar envolvendo a Disciplina de Urologia e o Departamento de Radiologia do Hospital das Clínicas da Faculdade de Medicina da Universidade de São Paulo (HCFMUSP). Neste estudo, a Embolização da Próstata foi realizada em pacientes com retenção urinária causada pela HPB, os quais eram refratários ao tratamento com alfa-bloqueadores seletivos e estavam em uso de cateter vesical de demora (sonda de Foley). Os pacientes tiveram a sonda vesical retirada e apresentaram significativa melhora dos sintomas urinários e da qualidade de vida, assim como redução do volume da próstata variando entre 27,8% e 47,8% pela ressonância magnética após seis meses de tratamento. Posteriormente a este estudo, outros trabalhos comprovaram a eficácia e segurança da embolização prostática também em pacientes sem o uso de sonda vesical.

## Indicações e Contraindicações
A embolização está indicada para os pacientes com sintomas do trato urinário inferior (LUTS) decorrentes do crescimento da próstata pela HPB. A HPB é uma enfermidade de alta incidência na população masculina e está diretamente relacionada com o envelhecimento. Independente do critério utilizado para definir o diagnóstico da doença, seja clínico ou anatomopatológico, sua incidência será tão maior quanto mais avançada a idade média da população, chegando a mais de 80% de prevalência na oitava década de vida.
O tratamento de embolização prostática está contraindicado em pacientes com câncer de próstata, divertículo de bexiga, bexiga neurogênica, cálculo vesical e com histórico de reação adversa grave ao meio de contraste iodado.

## Vantagens e Desvantagens
As principais vantagens da embolização da próstata são: tratamento minimamente invasivo, realizado sob anestesia local ou sedação leve, não necessita de internação hospitalar (day-hospital), pode ser realizado em próstatas de qualquer tamanho e não interfere na função sexual. Estudos demonstram que a embolização da próstata não causa disfunção erétil, ejaculação retrógrada e incontinência urinária.
As principais desvantagens referem-se ao fato de ser um tratamento novo (primeiros casos realizados em 2008) e não apresentam seguimento de grande número de pacientes em longo prazo.

## Resultados
Os resultados da embolização da próstata demonstraram melhora significativa dos sintomas urinários e da qualidade de vida em pacientes com diferentes tamanhos de próstata., Alguns estudos demonstraram que, quanto maior o volume prostático melhor o resultado da embolização, com média de redução de aproximadamente 30%. A avaliação da próstata pode ser feita tanto pela ultrassonografia quanto pela ressonância magnética, sendo esta última mais específica para avaliação das estruturas da pelve. Os exames de imagem após a embolização demonstram o aspecto de infarto com necrose coagulativa da zona de transição da próstata onde ocorrem os nódulos de hiperplasia.,Diante disto, a embolização da próstata foi avaliada pelo Conselho Federal de Medicina do Brasil (Resolução RESOLUÇÃO CFM No 2.143/2016 - Publicada no D.O.U. em 24 de março de 2016, Seção I, p.103), o qual aprovou a embolização das artérias da próstata para o tratamento de pacientes com hiperplasia prostática benigna. 
Ver também
- Próstata
- Hiperplasia Benigna da Próstata
- Antígeno prostático específico
- Prostatectomia
- Retenção urinária